# Tonnie Heijnen

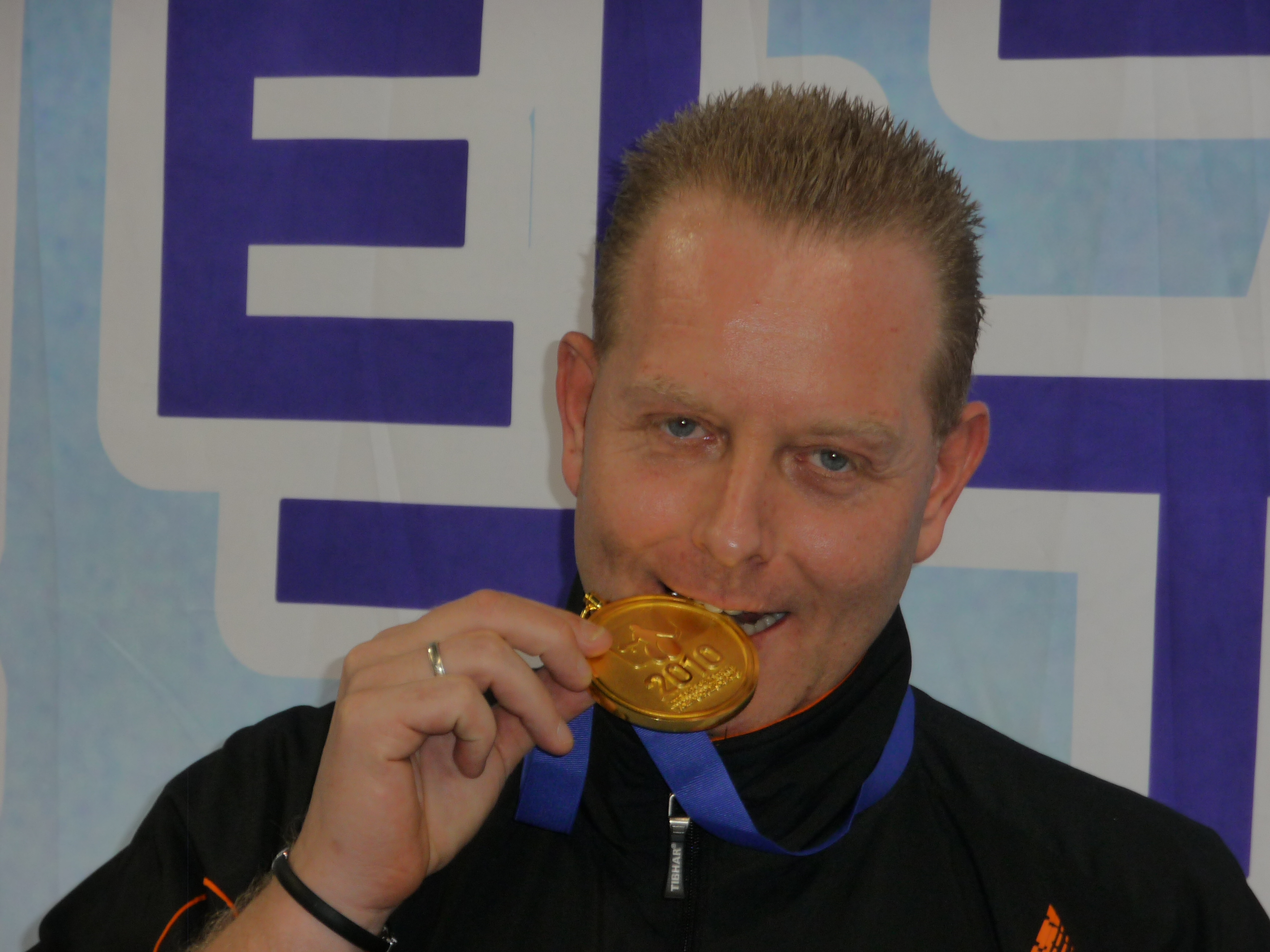
Tonnie Heijnen

Tonnie Heijnen (Hoogeveen, 3 juni 1967) is een Nederlands tafeltennisser.
Heijnen verloor op vakantie in Tsjechië op 26 mei 2002 zijn rechterbeen bij een auto-ongeluk op een nat wegdek. Sindsdien heeft hij een beenprothese.
Heijnen heeft meegedaan aan de Paralympische Zomerspelen 2004 in Athene waar hij samen met Gerben Last het teamgoud veroverde, en met de Paralympische Zomerspelen 2008 in Peking, Met een plaats bij de top 8 op de wereldranglijst in 2011 wist Heijnen zich te kwalificeren voor de Paralympische Zomerspelen 2012 in Londen, dit worden voor Heijnen de 3de Spelen. Heijnen komt voor Nederland uit zowel individueel als in teamverband. 
In het dagelijks leven werkt hij bij de politie.

## Erelijst
- 2003 - EK, zilver in de landenwedstrijd
- 2004 - Paralympics, Athene, goud in de landenwedstrijd
- 2005 - EK, zilver in de landenwedstrijd
- 2006 - WK, 4e in de landenwedstrijd
- 2007 - EK, goud in de landenwedstrijd
- 2008 - Paralympics Beijing, 5e in de landenwedstrijd
- 2009 - EK, zilver in de landenwedstrijd
- 2010 - WK, goud in de landenwedstrijd
- 2011 - EK, zilver in de landenwedstrijd
- 2012 - Paralympics London, 5e in de landenwedstrijd
- 2013 - EK, zilver in de landenwedstrijd